# Каппер, Зигфрид
Зигфрид Каппер (нем. Siegfried Kapper; 21 марта 1821, Смихов, Австрийская империя — 7 июня 1879, Пиза, Италия) — немецко-чешский писатель.
Настоящее имя Исаак Соломон Каппер. Родился в семье учителя. Изучал медицину в Пражском университете. Издал на немецком языке поэтические сборники «Slavische Melodien» (Лейпциг, 1844) и на чешском «České listy» (Прага, 1845).
Написал и издал «Das Böhmerland» (Прага, 1868). Написал также романы («Falk», «Das Vorleben eines Künstlers») и стихотворения на немецком и чешском языках «Südslavische Wanderungen» (Лейпциг, 1853) и др. Переводил с сербского языка поэзию и народные песни («Сербские песни» — нем. «Gesänge der Serben», Лейпциг, 1852).
Каппер был заметной фигурой в еврейской общине Чехии и ратовал за ассимиляцию евреев с чешским народом. После смерти Каппера было основано Капперовское общество, противостоявшее как сионизму, так и ассимиляции евреев с немцами.